# Stelis obovata
Stelis obovata är en orkidéart som beskrevs av Charles Schweinfurth. Stelis obovata ingår i släktet Stelis och familjen orkidéer. Inga underarter finns listade i Catalogue of Life.